# Maimai
Maimai è un singolo della cantautrice italiana Levante, pubblicato il 6 giugno 2025.

## Descrizione
Il brano è scritto e composto dalla stessa cantautrice con Gianmarco Manilardi e Antonio Filippelli, che ha anche curato la produzione.

## Video musicale
Il video musicale, diretto da Giacomo Triglia, è stato pubblicato in concomitanza all'uscita del brano attraverso il canale YouTube della cantautrice e ha visto la partecipazione dell'attore albanese Jozef Gjura.

## Tracce
Testi e musiche di Claudia Lagona, Antonio Filippelli e Gianmarco Manilardi.
1. Maimai – 2:55

## Formazione
- Levante – voce
- Antonio Filippelli – basso, chitarra, sintetizzatore, programmazione, produzione, missaggio, registrazione
- Gianmarco Manilardi – programmazione, registrazione